# Giamaica
«Giamaica» (с итал. — «Ямайка», также известна как англ. Jamaica) — песня, написанная Тонино Антонио Валли. В конце 1950-х и 1960-х годах была записана рядом итальянских артистов: Лучано Вирджили, Джорджо Консолини, 13-летним Робертино Лоретти.

## О песне
Робертино Лоретти характеризует песню как «яркую и свежую».

## Популярность в СССР
В СССР эта песня стала чрезвычайно популярной в исполнении Робертино Лоретти, когда примерно в 1962 году в стране была выпущена его пластинка, содержащая её. Вместе с его исполнением «Santa Lucia», песню «Giamaica» можно было услышать буквально из каждого окна. Примерно в то же время песня была переведена на русский язык.

## Другие исполнения
В 1961 году кавер на песню исполнила датская певица Бирте Вильке. Ее версия была выпущена как сингл с песней «Pepito» на другой стороне пластинки.
В рамках проекта «Старые песни о главном 2» русскую версию этой песни исполнил Валерий Меладзе с текстом Леонида Дербенёва.
В 1997 году вышел фильм Брат, в котором была использована песня.
В 2004 году в сериале Смешарики вышла серия «Некультурный» в которой также используется песня.
Фильм "Москва слезам не верит" начинается с титров "1958 год". Главная героиня идет по московской улице. Откуда-то звучит песня "Giamaica" в исполнении Робертино Лоретти. Этого не могло быть, так как песня исполнена Р.Лоретти только в 1959 году, а в СССР эта запись появилась 4 годами позднее.
В 2010 году была исполнена Димашем Кудайбергеном в школе искусств имени Казангапа в городе Актобе, Казахстан.

## Треклисты

### Лучано Вирджилли «Giamaica» (сингл)
7" (45 RPM) single La Voce Del Padrone 7MQ 1498 (1958, Италия)
A. «Giamaica»
(T. A. Valli)
B. «Ti desidero»
(Guarino, Pluto)

### Джорджо Консолини «Giamaica» (сингл)
7" (45 RPM) single Parlophon QMSP 16269 (1959, Италия)
A. «Giamaica»
(Valli)
AA. «Rimpiangimi»
(Testoni, Piubeni)

### Робертино «Jamaica / Pappagallo» (сингл)
7" (45 RPM) single (1959, Дания, Германия, Нидерланды, etc.)
A. «Jamaica»
Робертино с оркестром Отто Франкерса
AA. «Pappagallo»
Робертино с оркестром Отто Франкерса

### Робертино «Jamaica» (EP)
7" EP (45 RPM) Triola TEP 31 (1961, Швеция, Швейцария, etc.)
A1. «Jamaica»
A2. «Pappagallo»
B1. «Anema e core»
B2. «Papaveri e papere»

### Бирте Вильке «Pepito / Jamaica» (сингл)
7" (45 RPM) single Philips 355 247 PF (1961, Дания)
A. «Pepito»
B. «Jamaica»